# Ali Reza
Alireza est un prénom composé masculin populaire notamment en Iran. Il est donné en référence aux imam Ali et Reza et signifie un homme qui est à la fois fort et modeste en arabe.

## Personnalités

### Religieuses
Ali ar-Rida (766-818), huitième imam des chiites duodécimains.

### Politiques
Ali Rıza Efendi (1839-1888), père de Mustafa Kemal Atatürk.
Ali-Reza Pahlavi (1922-1954), prince héritier du trône d'Iran.
Ali-Reza Pahlavi (1966-2011), héritier présomptif du trône d'Iran.

### Sportives
Alireza Firouzja, meilleur joueur d'échecs iranien et français, top 10 mondial depuis octobre 2021.
Ali Reza Mansourian, entraîneur iranien de football.
Alireza Beiranvand, joueur de football de l'équipe d'Iran.
Alireza Jahanbakhsh, joueur de football de l'équipe d'Iran.
Alireza Rezaei, lutteur iranien.
Alireza Haghighi, joueur de football de l'équipe d'Iran.

### Domaine musical
Alireza Ghorbani, chanteur et musicien de musique traditionnelle persane (iranienne).
Alireza Eftekhari, chanteur iranien.